# Virginia Ruano Pascual
Virginia Ruano Pascual (* 21. September 1973 in Madrid) ist eine ehemalige spanische Tennisspielerin.

## Karriere
Ruano Pascual gewann in ihrer Karriere drei WTA-Turniere im Einzel: 1997 in Cardiff, 1998 in Budapest und 2003 in Taschkent. Bei sechs weiteren Turnieren stand sie im Finale.
Wesentlich erfolgreicher war Ruano Pascual im Doppel, wo sie insgesamt 43 Titel erringen konnte, die meisten davon an der Seite von Paola Suárez. Sie gewann unter anderem sechsmal die French Open, dreimal die US Open und einmal die Australian Open, weitere sechsmal war sie Finalistin bei Grand-Slam-Turnieren.
1993 und 1994 gewann Ruano Pascual mit dem spanischen Team auch den Fed Cup. Im Einzel erreichte sie zweimal das Viertelfinale eines Grand-Slam-Turniers, 1995 bei den French Open und 2003 bei den Australian Open.
Bei den Olympischen Spielen gewann sie 2004 in Athen wie auch 2008 in Peking die Silbermedaille im Damendoppel.
Für einen Paukenschlag sorgte sie 2001 in Wimbledon, als sie in Runde eins die topgesetzte Martina Hingis mit 6:4 und 6:2 besiegte.
2010 beendete Ruano Pascual ihre Profikarriere. Ihren letzten Titel, ihren 43. Turniersieg in einem Doppelwettbewerb der WTA Tour, erspielte sie sich an der Seite von Meghann Shaughnessy in Warschau.

## Turniersiege

### Einzel
| Nr. | Datum            | Turnier   | Kategorie   | Belag     | Finalgegnerin            | Ergebnis      |
| --- | ---------------- | --------- | ----------- | --------- | ------------------------ | ------------- |
| 1.  | 12. Mai 1997     | Cardiff   | WTA Tier V  | Sand      | Alexia Dechaume-Balleret | 6:1, 3:6, 6:2 |
| 2.  | 20. April 1998   | Budapest  | WTA Tier V  | Sand      | Silvia Farina Elia       | 6:4, 4:6, 6:3 |
| 3.  | 12. Oktober 2003 | Taschkent | WTA Tier IV | Hartplatz | Saori Obata              | 6:2, 7:62     |

### Doppel
| Nr. | Datum              | Turnier         | Kategorie              | Belag             | Partnerin               | Finalgegnerinnen                           | Ergebnis         |
| --- | ------------------ | --------------- | ---------------------- | ----------------- | ----------------------- | ------------------------------------------ | ---------------- |
| 1   | 17. Januar 1998    | Hobart          | WTA Tier IV            | Hartplatz         | Paola Suárez            | Julie Halard-Decugis Janette Husárová      | 7:66, 6:3        |
| 2   | 26. April 1998     | Budapest        | WTA Tier IV            | Sand              | Paola Suárez            | Cătălina Cristea Laura Montalvo            | 4:6, 6:1, 6:1    |
| 3   | 10. Mai 1998       | Rom             | WTA Tier I             | Sand              | Paola Suárez            | Amanda Coetzer Arantxa Sánchez Vicario     | 7:61, 6:4        |
| 4   | 22. Mai 1999       | Madrid          | WTA Tier III           | Sand              | Paola Suárez            | Maria Fernanda Landa Marlene Weingärtner   | 6:2, 0:6, 6:0    |
| 5   | 23. April 2000     | Hilton Head     | WTA Tier I             | Sand              | Paola Suárez            | Conchita Martínez Patricia Tarabini        | 7:5, 6:3         |
| 6   | 23. Juli 2000      | Sopot           | WTA Tier III           | Sand              | Paola Suárez            | Åsa Carlsson Rita Grande                   | 7:5, 6:1         |
| 7   | 19. Mai 2001       | Antwerpen       | WTA Tier V             | Sand              | Els Callens             | Kristie Boogert Miriam Oremans             | 6:3, 3:6, 6:4    |
| 8   | 26. Mai 2001       | Madrid          | WTA Tier III           | Sand              | Paola Suárez            | Lisa Raymond Rennae Stubbs                 | 7:5, 2:6, 7:64   |
| 9   | 10. Juni 2001      | French Open     | Grand Slam             | Sand              | Paola Suárez            | Jelena Dokić Conchita Martínez             | 6:2, 6:1         |
| 10  | 21. Juli 2001      | Knokke-Heist    | WTA Tier IV            | Sand              | Magüi Serna             | Ruxandra Dragomir Andreea Vanc             | 6:4, 6:3         |
| 11  | 24. Februar 2002   | Bogotá          | WTA Tier III           | Sand              | Paola Suárez            | Tina Križan Katarina Srebotnik             | 6:2, 6:1         |
| 12  | 3. März 2002       | Acapulco        | WTA Tier III           | Sand              | Paola Suárez            | Tina Križan Katarina Srebotnik             | 7:5, 6:1         |
| 13  | 19. Mai 2002       | Rom             | WTA Tier I             | Sand              | Paola Suárez            | Conchita Martínez Patricia Tarabini        | 6:3, 6:4         |
| 14  | 9. Juni 2002       | French Open     | Grand Slam             | Sand              | Paola Suárez            | Lisa Raymond Rennae Stubbs                 | 6:4, 6:2         |
| 15  | 18. August 2002    | Montreal        | WTA Tier I             | Hartplatz         | Paola Suárez            | Rika Fujiwara Ai Sugiyama                  | 6:4, 7:64        |
| 16  | 8. September 2002  | US Open         | Grand Slam             | Hartplatz         | Paola Suárez            | Jelena Dementjewa Janette Husárová         | 6:2, 6:1         |
| 17  | 15. September 2002 | Costa do Sauípe | WTA Tier II            | Sand              | Paola Suárez            | Émilie Loit Rossana de los Ríos            | 6:4, 6:1         |
| 18  | 28. September 2002 | Bali            | WTA Tier III           | Hartplatz         | Cara Black              | Swetlana Kusnezowa Arantxa Sánchez Vicario | 6:2, 6:3         |
| 19  | 13. April 2003     | Charleston      | WTA Tier I             | Sand              | Paola Suárez            | Janette Husárová Conchita Martínez         | 6:0, 6:3         |
| 20  | 11. Mai 2003       | Berlin          | WTA Tier I             | Sand              | Paola Suárez            | Kim Clijsters Ai Sugiyama                  | 6:3, 4:6, 6:4    |
| 21  | 23. August 2003    | New Haven       | WTA Tier II            | Hartplatz         | Paola Suárez            | Alicia Molik Magüi Serna                   | 7:66, 6:3        |
| 22  | 7. September 2003  | US Open         | Grand Slam             | Hartplatz         | Paola Suárez            | Swetlana Kusnezowa Martina Navratilova     | 6:2, 6:3         |
| 23  | 10. November 2003  | Los Angeles     | WTA Tour Championships | Hartplatz         | Paola Suárez            | Kim Clijsters Ai Sugiyama                  | 6:4, 3:6, 6:3    |
| 24  | 1. Februar 2004    | Australian Open | Grand Slam             | Hartplatz         | Paola Suárez            | Swetlana Kusnezowa Jelena Lichowzewa       | 6:4, 6:3         |
| 25  | 21. März 2004      | Indian Wells    | WTA Tier III           | Hartplatz         | Paola Suárez            | Swetlana Kusnezowa Jelena Lichowzewa       | 6:1, 6:2         |
| 26  | 18. April 2004     | Charleston      | WTA Tier I             | Sand              | Paola Suárez            | Martina Navratilova Lisa Raymond           | 6:4, 6:1         |
| 27  | 3. Juni 2004       | French Open     | Grand Slam             | Sand              | Paola Suárez            | Swetlana Kusnezowa Jelena Lichowzewa       | 6:0, 6:3         |
| 28  | 11. September 2004 | US Open         | Grand Slam             | Hartplatz         | Paola Suárez            | Swetlana Kusnezowa Jelena Lichowzewa       | 6:4, 7:5         |
| 29  | 31. Oktober 2004   | Luxemburg       | WTA Tier III           | Hartplatz (Halle) | Paola Suárez            | Jill Craybas Marlene Weingärtner           | 6:1, 6:71, 6:3   |
| 30  | 5. März 2005       | Dubai           | WTA Tier II            | Hartplatz         | Paola Suárez            | Swetlana Kusnezowa Alicia Molik            | 6:77, 6:2, 6:1   |
| 31  | 19. März 2005      | Indian Wells    | WTA Tier I             | Hartplatz         | Paola Suárez            | Nadja Petrowa Meghann Shaughnessy          | 7:63, 6:1        |
| 32  | 17. April 2005     | Charleston      | WTA Tier I             | Sand              | Conchita Martínez       | Iveta Benešová Květa Peschke               | 6:1, 6:4         |
| 33  | 4. Juni 2005       | French Open     | Grand Slam             | Sand              | Paola Suárez            | Cara Black Liezel Huber                    | 4:6, 6:3, 6:3    |
| 34  | 7. August 2005     | San Diego       | WTA Tier I             | Hartplatz         | Conchita Martínez       | Daniela Hantuchová Ai Sugiyama             | 6:77, 6:1, 7:5   |
| 35  | 13. August 2006    | Los Angeles     | WTA Tier II            | Hartplatz         | Paola Suárez            | Daniela Hantuchová Ai Sugiyama             | 6:3, 6:4         |
| 36  | 24. September 2006 | Peking          | WTA Tier II            | Hartplatz         | Paola Suárez            | Anna Tschakwetadse Jelena Wesnina          | 6:2, 6:4         |
| 37  | 1. Oktober 2006    | Seoul           | WTA Tier IV            | Hartplatz         | Paola Suárez            | Chuang Chia-jung Mariana Díaz-Oliva        | 6:2, 6:3         |
| 38  | 4. August 2007     | Stockholm       | WTA Tier IV            | Hartplatz         | Anabel Medina Garrigues | Chan Chin-wei Tetjana Luschanska           | 6:1, 5:7, [10:6] |
| 39  | 11. Januar 2008    | Hobart          | WTA Tier IV            | Hartplatz         | Anabel Medina Garrigues | Eleni Daniilidou Jasmin Wöhr               | 6:2, 6:4         |
| 40  | 6. Juni 2008       | French Open     | Grand Slam             | Sand              | Anabel Medina Garrigues | Casey Dellacqua Francesca Schiavone        | 2:6, 7:5, 6:4    |
| 41  | 27. Juli 2008      | Portorož        | WTA Tier IV            | Hartplatz         | Anabel Medina Garrigues | Wera Duschewina Jekaterina Makarowa        | 6:4, 6:1         |
| 42  | 5. Juni 2009       | French Open     | Grand Slam             | Sand              | Anabel Medina Garrigues | Wiktoryja Asaranka Jelena Wesnina          | 6:1, 6:1         |
| 43  | 22. Mai 2010       | Warschau        | WTA Tier II            | Sand              | Meghann Shaughnessy     | Cara Black Yan Zi                          | 6:3, 6:4         |

## Abschneiden bei Grand-Slam-Turnieren

### Einzel
| Turnier         | 1992 | 1993 | 1994 | 1995 | 1996 | 1997 | 1998 | 1999 | 2000 | 2001 | 2002 | 2003 | 2004 | 2005 | 2006 | 2007 | 2008 | 2009 | Karriere |
| --------------- | ---- | ---- | ---- | ---- | ---- | ---- | ---- | ---- | ---- | ---- | ---- | ---- | ---- | ---- | ---- | ---- | ---- | ---- | -------- |
| Australian Open | —    | —    | 1    | —    | 1    | 2    | 2    | 2    | 1    | 3    | 1    | VF   | 2    | 1    | AF   | 2    | 3    | 2    | VF       |
| French Open     | —    | —    | —    | VF   | 1    | 3    | 3    | 1    | —    | 2    | 2    | 1    | 3    | 2    | 1    | Q1   | 1    | 2    | VF       |
| Wimbledon       | —    | —    | —    | 1    | 1    | 2    | AF   | 1    | —    | 2    | 2    | 1    | 3    | 1    | 2    | 3    | 2    | —    | AF       |
| US Open         | 1    | 1    | —    | 1    | 1    | 1    | 3    | 3    | 2    | 3    | 1    | 1    | 2    | 1    | 2    | 1    | 2    | Q1   | 3        |

Zeichenerklärung: S = Turniersieg; F, HF, VF, AF = Einzug ins Finale / Halbfinale / Viertelfinale / Achtelfinale; 1, 2, 3 = Ausscheiden in der 1. / 2. / 3. Hauptrunde; Q1, Q2, Q3 = Ausscheiden in der 1. / 2. / 3. Runde der Qualifikation; n. a. = nicht ausgetragen

### Doppel
Die Tabelle listet die Ergebnisse der Grand-Slam-Turniere, der Tour Championships, der Olympischen Spiele, des Fed Cups bzw Billie Jean King Cups und der Turniere folgender Kategorien auf: 1990–2008: Tier I, 2009–2020: Premier Mandatory und Premier 5, ab 2021: WTA 1000.
| Turnier            | 1992 | 1993 | 1994 | 1995 | 1996 | 1997 | 1998 | 1999 | 2000 | 2001 | 2002 | 2003 | 2004 | 2005 | 2006 | 2007 | 2008 | 2009 | 2010 | Karriere |
| ------------------ | ---- | ---- | ---- | ---- | ---- | ---- | ---- | ---- | ---- | ---- | ---- | ---- | ---- | ---- | ---- | ---- | ---- | ---- | ---- | -------- |
| Australian Open    | —    | —    | —    | —    | —    | VF   | 2    | 2    | 2    | VF   | AF   | F    | S    | 1    | VF   | 1    | HF   | AF   | AF   | 1 × S    |
| French Open        | 1    | 2    | 2    | —    | —    | 1    | 2    | 2    | F    | S    | S    | F    | F    | S    | 2    | VF   | S    | S    | 1    | 5 × S    |
| Wimbledon          | —    | —    | —    | —    | 1    | 1    | 2    | AF   | VF   | HF   | F    | F    | HF   | —    | F    | AF   | AF   | HF   | 2    | 3 × F    |
| US Open            | 2    | —    | 1    | —    | 1    | 2    | HF   | 2    | 1    | AF   | S    | S    | S    | HF   | VF   | AF   | HF   | AF   | —    | 3 × S    |
| Tour Championships | —    | —    | —    | —    | —    | —    | —    | —    | VF   | HF   | VF   | S    | HF   | HF   | —    | —    | HF   | —    | —    | 1 × S    |
| Boca Raton         | —    |      |      |      |      |      |      |      |      |      |      |      |      |      |      |      |      |      |      | —        |
| Doha               |      |      |      |      |      |      |      |      |      |      |      |      |      |      |      |      | VF   |      |      | 1 × VF   |
| Dubai              |      |      |      |      |      |      |      |      |      |      |      |      |      |      |      |      |      | —    | 1    | 1 × 1R   |
| Indian Wells       |      |      |      |      |      | AF   | —    | —    | AF   | F    | HF   | HF   | S    | S    | F    | VF   | —    | 1    | 1    | 2 × S    |
| Miami              | —    | —    | —    | —    | —    | 1    | 2    | 2    | AF   | 1    | F    | VF   | VF   | HF   | AF   | 1    | 1    | VF   | 1    | 1 × F    |
| Hilton Head Island | —    | 1    | —    | 1    | —    | 1    | AF   | AF   | S    |      |      |      |      |      |      |      |      |      |      | 1 × S    |
| Charleston         |      |      |      |      |      |      |      |      |      | F    | AF   | S    | S    | S    | F    | 1    | AF   |      |      | 3 × S    |
| Rom                | —    | —    | —    | 1    | 1    | —    | S    | VF   | —    | —    | S    | VF   | F    | AF   | 1    | 1    | VF   | 1    | —    | 2 × S    |
| Madrid             |      |      |      |      |      |      |      |      |      |      |      |      |      |      |      |      |      | AF   | VF   | 1 × VF   |
| Berlin             | —    | —    | AF   | —    | AF   | —    | —    | —    | —    | VF   | —    | S    | HF   | —    | —    | 1    | 1    |      |      | 1 × S    |
| San Diego          |      |      |      |      |      |      |      |      |      |      |      |      | F    | S    | VF   | —    |      |      |      | 1 × S    |
| Cincinnati         |      |      |      |      |      |      |      |      |      |      |      |      |      |      |      |      |      | HF   | —    | 1 × HF   |
| Kanada             | —    | —    | —    | 1    | AF   | —    | 1    | AF   | AF   | 1    | S    | AF   | HF   | F    | 1    | 1    | —    | AF   | —    | 1 × S    |
| Tokio              |      | —    | —    | —    | —    | —    | —    | —    | —    | —    | —    | —    | —    | —    | —    | —    | —    | VF   | —    | 1 × VF   |
| München            |      |      |      |      |      |      | —    | —    |      |      |      |      |      |      |      |      |      |      |      | —        |
| Zürich             |      | —    | —    | —    | —    | —    | —    | —    | —    | —    | 1    | F    | F    | VF   | 1    | —    |      |      |      | 2 × F    |
| Philadelphia       |      | —    | —    | —    |      |      |      |      |      |      |      |      |      |      |      |      |      |      |      | —        |
| Peking             |      |      |      |      |      |      |      |      |      |      |      |      |      |      |      |      |      | AF   | —    | 1 × AF   |
| Moskau             |      |      |      |      |      | —    | —    | —    | —    | —    | —    | —    | F    | —    | —    | —    | —    |      |      | 1 × F    |
| Olympische Spiele  | —    |      |      |      | —    |      |      |      | —    |      |      |      | F    |      |      |      | F    |      |      | 2 × F    |
| Fed Cup            |      |      |      | S    | F    | 1    |      | 1    | F    |      | F    |      |      |      |      |      |      |      |      | 1 × S    |

Zeichenerklärung: S = Turniersieg; F, HF, VF, AF = Einzug ins Finale, Halb-, Viertel-, Achtelfinale; 1, 2, 3 = Ausscheiden in der 1., 2., 3. Haupt- / Finalrunde; Q1, Q2, Q3 = Ausscheiden in der 1., 2. 3. Qualifikationsrunde; KF (kleines Finale) = unterlegen im Spiel um Platz drei; RR = Round Robin (Gruppenphase); nicht ausgetragen oder andere Kategorie; PO (Playoff), P2 = Auf-/Abstiegsrunde zur Weltgruppe I/II im Fed Cup; W2, K1, K2, K3 = Teilnahme in der Weltgruppe II, Kontinentalgruppe I, II, III im Fed Cup.

### Mixed
| Turnier         | 1996 | 1997 | 1998 | 1999 | 2000 | 2001 | 2002 | 2003 | 2004 | 2005 | 2006 | 2007 | 2008 | 2009 | 2010 | Karriere |
| --------------- | ---- | ---- | ---- | ---- | ---- | ---- | ---- | ---- | ---- | ---- | ---- | ---- | ---- | ---- | ---- | -------- |
| Australian Open | —    | —    | —    | —    | —    | 1    | 1    | 1    | VF   | AF   | 1    | —    | —    | —    | 1    | VF       |
| French Open     | —    | —    | —    | —    | 2    | S    | AF   | —    | AF   | 1    | 1    | 1    | —    | 1    | —    | S        |
| Wimbledon       | 1    | —    | —    | —    | 2    | 2    | —    | —    | 2    | —    | —    | —    | —    | HF   | —    | HF       |
| US Open         | —    | —    | —    | —    | 1    | AF   | —    | VF   | AF   | AF   | AF   | 1    | —    | AF   | —    | VF       |